# Kärlek måste vi ha
Kärlek måste vi ha är en svensk svartvit film från 1931 i regi av Gustaf Bergman. I rollerna ses bland andra Margit Rosengren, Nils Ericson och Valborg Hansson.

## Om filmen
Inspelningen ägde rum i Paramounts studio i Val-de-Marne i Frankrike med Fred Langenfeld som fotograf. Filmen är numera försvunnen och därför är uppgifterna om dess innehåll knapphändiga, men man vet dock att det ska förekomma långa musik- och sångavsnitt. Filmens manus skrevs av Torsten Quensel, vilket var baserat på manuskriptet till den amerikanska filmen Honey. Filmen premiärvisades den 16 januari 1931 på biograferna Imperial och Olympia i Stockholm och var 81 minuter lång.

## Handling
Syskonen Olivia och Charles Dangerfield tvingas hyra ut sitt hem till den nyrika änkan fru Falkner. Fru Falkners dotter Cora förälskar sig i Charles och när modern får reda på detta blir hon arg. Charles och Cora förlovar sig dock och likaledes gör Olivia och Coras tidigare fästman Burton. Även fru Falkner har förälskat sig i en person i grannskapet och filmen slutar således med tre nyförlovade par.

## Rollista
- Margit Rosengren – Olivia Dangerfield
- Nils Ericson – Charles, Olivias bror
- Valborg Hansson – Mrs. Falkner, hyresgästen
- Isa Bäckström	– Cora, Mrs. Falkners dotter
- Georg Funkquist – Burton Crane, fästmannen
- Anna-Lisa Baude – Doris, hembiträdet
- Albert Ståhl – advokat
- Josef Norman – en detektiv
- Vilma Persson	– en odygdig flicka

### Fotnoter
1. 1 2 3  ”Kärlek måste vi ha”. Svensk Filmdatabas. http://sfi.se/sv/svensk-filmdatabas/Item/?itemid=3679&type=MOVIE&iv=Basic&ref=/templates/SwedishFilmSearchResult.aspx?id%3d1225%26epslanguage%3dsv%26searchword%3dk%C3%A4rlek+m%C3%A5ste+vi+ha%26type%3dMovieTitle%26match%3dBegin%26page%3d1%26prom%3dFalse. Läst 20 april 2013.